# Салтусио (Болцано)
Салтусио је насеље у Италији у округу Болцано, региону Трентино-Јужни Тирол.
Према процени из 2011. у насељу је живело 208 становника. Насеље се налази на надморској висини од 507 м.